# Astrolepis obscura
Astrolepis obscura là một loài dương xỉ trong họ Pteridaceae. Loài này được J. Beck & Windham mô tả khoa học đầu tiên.